# Diaphorus resumens
Diaphorus resumens är en tvåvingeart som beskrevs av Walker 1858. Diaphorus resumens ingår i släktet Diaphorus och familjen styltflugor. Inga underarter finns listade i Catalogue of Life.